# بوفالو (داکوتای شمالی)
بوفالو(به انگلیسی: Buffalo) شهری در ایالت داکوتای شمالی کشور ایالات متحده آمریکا است که جمعیت آن در سرشماری سال ۲۰۱۰ میلادی، ۱۸۸ نفر بوده‌است.